# The Only Thing

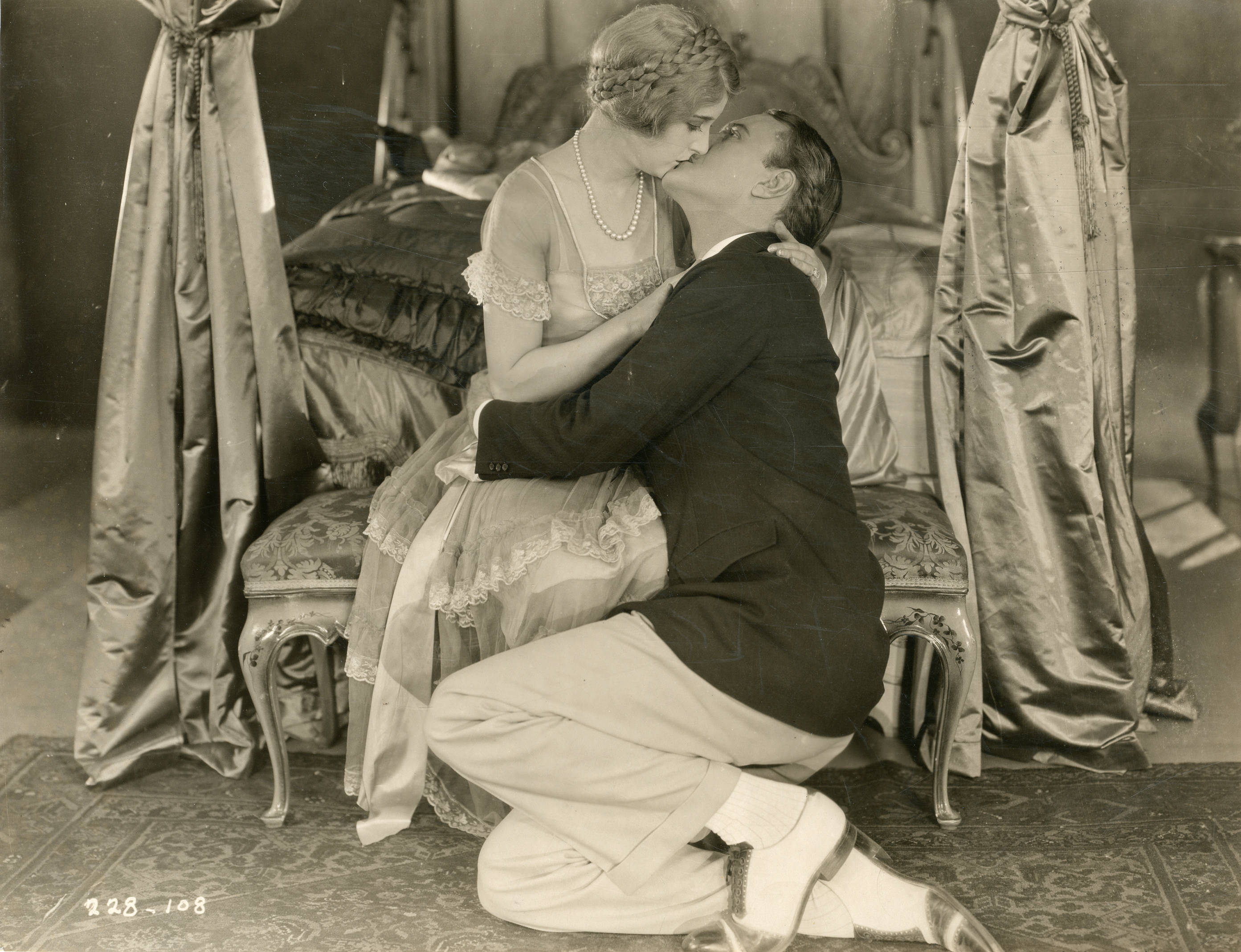
Photo promotionnelle pour le film.

The Only Thing (aussi connu sous son titre provisoire Four Flaming Days est un film américain réalisé par Jack Conway, sorti en 1925.

## Synopsis
Un Anglais séduisant visite un royaume des Balkans, et tombe éperdument amoureux d'une jeune princesse venue épouser le roi, vieux et laid. Il décide de la sauver, même contre son gré, et ses efforts sont si audacieux et ardents qu'elle est sur le point d'y consentir; cependant elle décide que son devoir envers l'État passe avant tout. Une révolution éclate et le héros, découvrant que tous les aristocrates sont condamnés à mort, attachés deux par deux et envoyés se noyer dans des barques qui prennent l'eau, parvient à se lier à elle. Un navire de guerre envoyé par son pays les sauve, et ils trouvent le bonheur ensemble.

## Fiche technique
- Réalisation : Jack Conway
- Scénario :  d'après The Only Thing d'Elinor Glyn
- Production : 	Metro-Goldwyn-Mayer
- Photographie : Chester A. Lyons

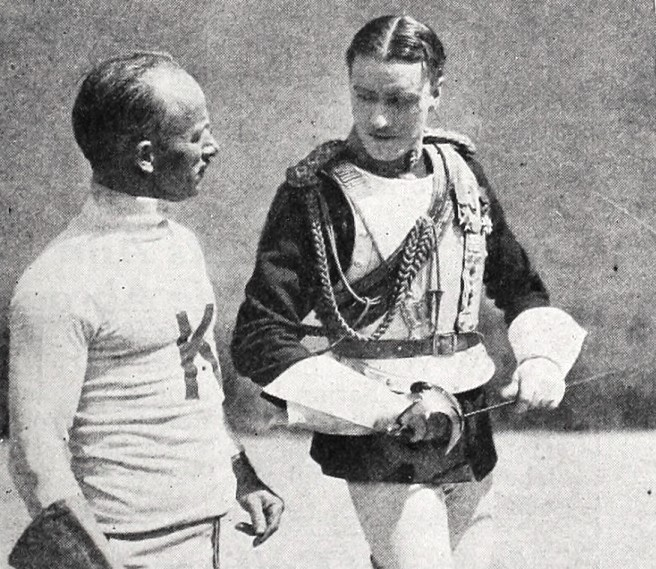
Photo du tournage : Conrad Nagel recevant des conseils d'un maître escrimeur.

- Distributeur : Metro-Goldwyn-Mayer
- Durée : 6 bobines
- Date de sortie : 22 novembre 1925

## Distribution

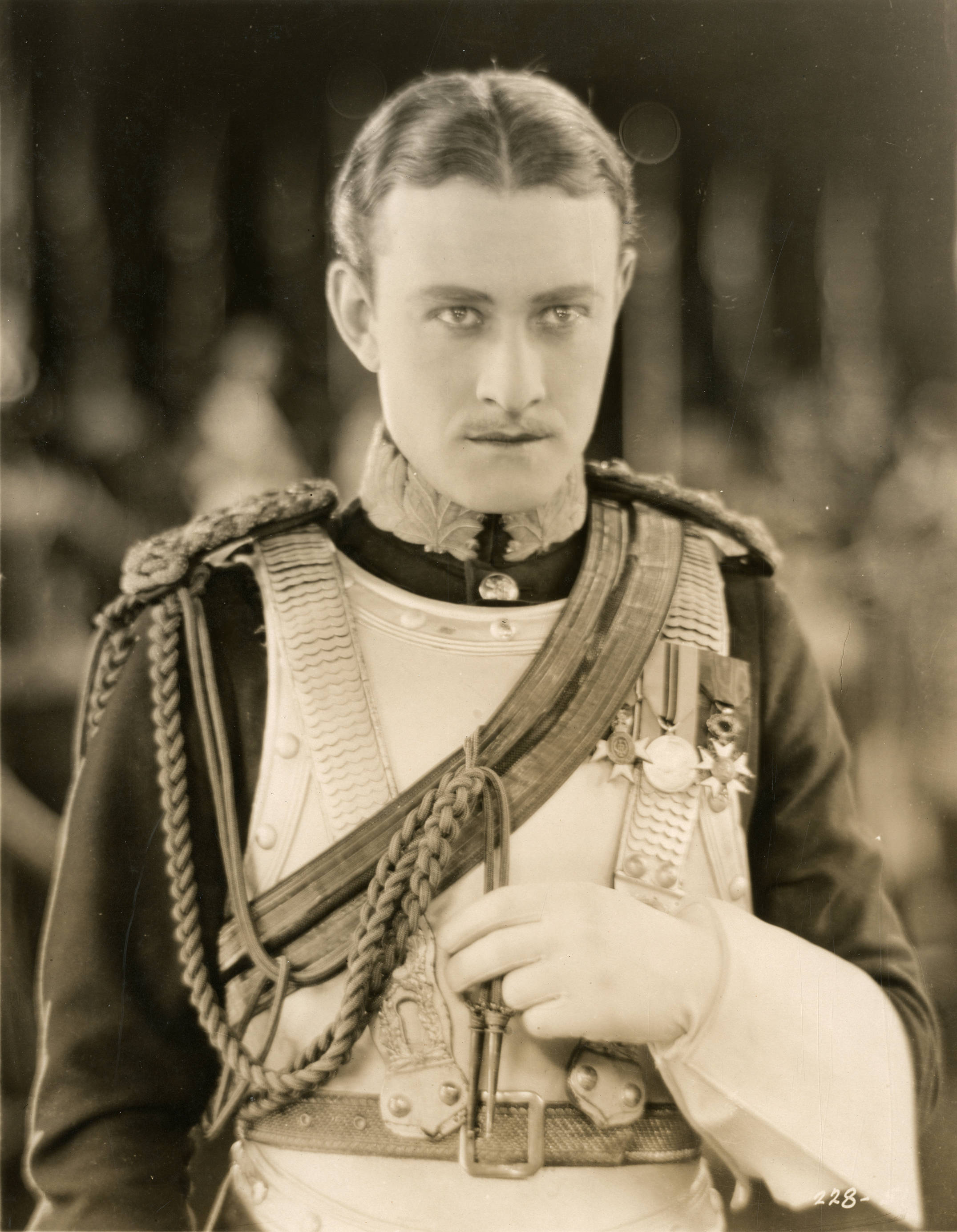
Conrad Nagel dans le rôle du Duc de Chevenix.

- Eleanor Boardman : Thyra, Princesse de Svendborg
- Conrad Nagel : Duc de Chevenix
- Edward Connelly : Roi de Chekia
- Arthur Edmund Carewe : Gigberto
- Louis Payne : Lord Charles Vane
- Vera Lewis : Princesse Erek
- Carrie Clark Ward : Princess Anne
- Constance Wylie : Countess Arline
- Dale Fuller : Gouvernante
- Ned Sparks : Gibson
- Mario Carillo : Prime Minister
- David Mir : Kaylkur
- Mary Hawes : domestique de Thyra
- Michael Pleschkoff : Captaine de la garde
- Joan Crawford : invitée (non créditée)
- Tom Tyler : invité (non crédité)